# Thurrock
Thurrock ist eine Verwaltungseinheit (Unitary Authority) in England. Sie liegt am Nordufer der Themse, direkt östlich von London und grenzt an Greater London, Essex und – auf der anderen Seite des Flusses – Kent.
Bis 1998 war das Borough ein Distrikt der Grafschaft Essex. Seitdem ist es verwaltungstechnisch selbständig und gehört nur noch bei zeremoniellen Anlässen zu Essex.
Zu Thurrock gehörten die Orte Grays, Stanford-le-Hope/Corringham, South Ockendon und Tilbury sowie eine Reihe weiterer Dörfer.
Der Mar Dyke fließt durch Thurrock und mündet bei Purfleet in die Themse. Der Mucking Creek fließt bei Stanford-le-Hope durch Thurrock und mündet dort in die Themse.
Thurrock unterhält eine Städtepartnerschaft mit Mönchengladbach (Nordrhein-Westfalen).

## Container-Terminal London Gateway
Im östlichen Teil von Thurrock – an der Themse bei Corringham – befindet sich der neue große Containerterminal London Gateway, dessen erster Teil am 6. November 2013 eröffnet wurde.

## Persönlichkeiten
Söhne und Töchter
- Sam Byram (* 1993), Fußballspieler
- Jean Lambert (* 1950), Politikerin